# Newburg (Wisconsin)
Newburg es una villa ubicada en el condado de Washington en el estado estadounidense de Wisconsin. En el Censo de 2010 tenía una población de 1.254 habitantes y una densidad poblacional de 542,79 personas por km².

## Geografía
Newburg se encuentra ubicada en las coordenadas 43°25′56″N 88°2′51″O / 43.43222, -88.04750. Según la Oficina del Censo de los Estados Unidos, Newburg tiene una superficie total de 2.31 km², de la cual 2.31 km² corresponden a tierra firme y (0%) 0 km² es agua.

## Demografía
Según el censo de 2010, había 1.254 personas residiendo en Newburg. La densidad de población era de 542,79 hab./km². De los 1.254 habitantes, Newburg estaba compuesto por el 98.01% blancos, el 0.16% eran afroamericanos, el 0.32% eran amerindios, el 0.4% eran asiáticos, el 0% eran isleños del Pacífico, el 0.32% eran de otras razas y el 0.8% pertenecían a dos o más razas. Del total de la población el 1.12% eran hispanos o latinos de cualquier raza.